# Cantonul Nevers-Nord
Cantonul Nevers-Nord este un canton din arondismentul Nevers, departamentul Nièvre, regiunea Burgundia, Franța.

## Comune
- Coulanges-lès-Nevers
- Nevers (parțial, reședință)